# Серболужицкая центральная библиотека
Серболужицкая центральная библиотека (в.-луж. Serbska centralna biblioteka) — библиотека Серболужицкого института в германском городе Баутцене.
Создана в феврале 1949 года на базе библиотеки общества «Матицы сербской», которая собиралась с 1847 года. Фонд первоначальной библиотеки был почти полностью уничтожен во время нацистского режима. Остатки фонда библиотеки «Матицы сербо-лужицкой» были обнаружены в 1945 году в погребе одной из фабрик в Будишине. На начало 1961 года фонд библиотеки составлял около 35 тысяч книг.
Библиотека собирает всю литературу на лужицких языках, а также литературу о лужицких сербах и Лужице. Фонды насчитывают свыше 100 тысяч томов. Памятники серболужицкой литературы, книги о языке и этносе XVI—XVIII веков, печатные издания с начала XIX века. Выпускает справочник «Серболужицкая библиография». Библиотека поддерживает связь с российскими библиотеками Института научной информации и Института славяноведения Российской академии наук в Москве, библиотекой РАН и Музея антропологии и этнографии в Санкт-Петербурге.

## Руководители
- Франц Шен (1992—1996).